# Step 5

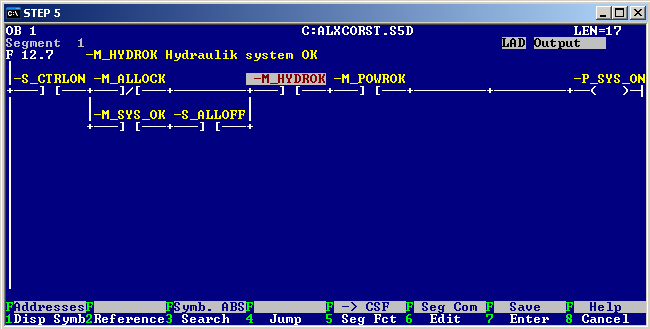
Exemplu de program PLC STEP5 LAD

STEP 5 este un software de programare și diagnoză pentru automatele programabile din seria Simatic S5.
STEP 5 a fost lansat inițial în 1979 doar pe consolele de programare PG630, sub sistemul de operare CP/M. Odată cu retragerea din fabricație a sistemelor Simatic S5, STEP 5 a continuat să fie oferit de către Siemens dar dezvoltarea pachetului software nu a mai continuat. Ultima ediție poate rula (în anumite condiții) pe sistemele Windows 10 și este oferită de Siemens pentru anumite configurații de console de programare Field PG M6.
STEP 5 (nume provenit din STeuerungen Einfach Programmieren = programare ușoară a sistemelor de control) a fost oferit în două variante:
- Step 5 Standard, ce poate fi utilizat pentru programarea, testarea, punerea în funcțiune și generarea automată a documentației pentru automatele din seriile Simatic S5-90U, S5-95/U/F, S5-100U, S5-101U, S5-115U/H/F, S5-135U, S5-150U și S5-155U/H.
- Step 5 pentru mini PLC, limitat doar la automatele S5-90U, S5-95U/F și S5-100U și care permite doar un număr limitat de pachete soft opționale: GRAPH Mini, COM IP 266, COM 95F, COM DG1, COM 521 BASIC.

## Module software

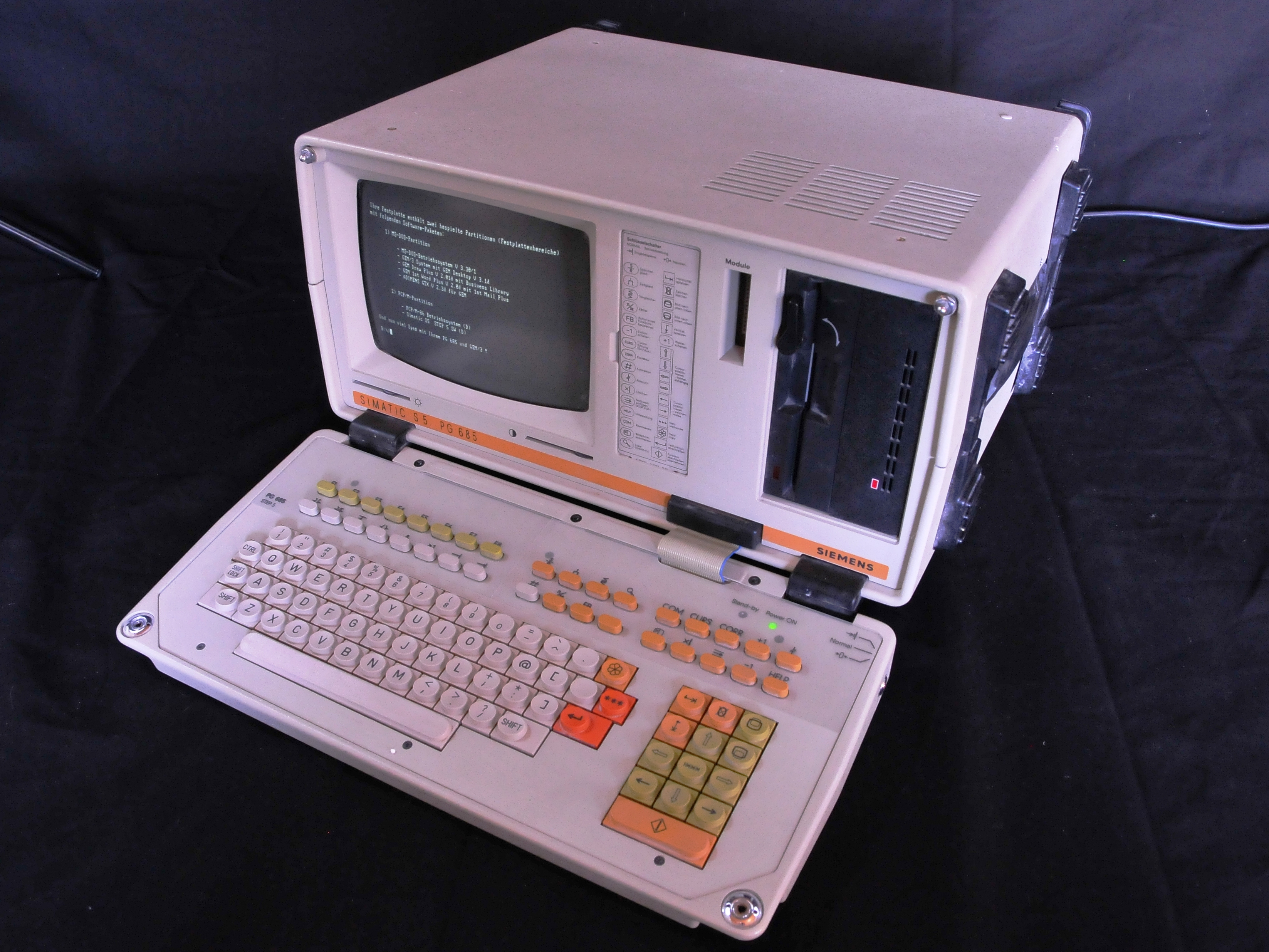
Consolă de programare PG685 pentru programarea cu STEP5 a automatelor Simatic-S5

Deoarece primele calculatoare (console de programare Field PG) aveau resurse hardware limitate (restricții referitoare la capacitatea de memorie RAM de exemplu), STEP 5 a fost dezvoltat modular, în pachete soft individuale ce erau lansate în execuție (și încărcate în memorie) doar atunci când era nevoie de ele. [ID SIOS: 19417353]

### LAD, CSF, STL
Acest modul conține editoarele pentru programele utilizator. Programarea automatelor programabile Simatic S5 se poate face în unul din următoarele limbaje:
- STL (STatement List, numit AWL = Anweisungliste în Germană sau IL = Instruction List conform IEC 61131-3). Este un limbaj de nivel scăzut (low level language), conform DIN 19239, similar limbajului de asamblare, cu un set extins de instrucțiuni ce oferă o mare flexibilitate în scrierea și optimizarea programului. Controlul execuției programului se realizează cu ajutorul instrucțiunilor Jump, BE și a apelurilor de funcții.

- LAD (LADder logic, numit KOP = Kontaktplan în Germană sau LD conform IEC 61131-3). Este un limbaj grafic conform DIN 19239 în care programul utilizator este reprezentat similar unei scheme electrice (format american - ladder diagram). În cele mai multe cazuri programul afișat în LAD este mai ușor de înțeles iar depanarea on-line este intuitivă și mai ușoară față de depanarea unui program afișat în STL. Totuși, în STEP 5 programele utilizator sunt salvate și transferate către automatul programabil Simatic S5 doar în STL (AWL). LAD este doar o formă de afișare a programului utilizator ce nu conține toate instrucțiunile disponibile în STL.

- CSF (Control System Flowchart, numit FUP = Funktionsplan în Germană sau FDB conform IEC 61131-3). Este un limbaj grafic, conform DIN 40700, în care programul utilizator este reprezentat similar unei scheme electronice cu porți logice. În cele mai multe cazuri programul afișat în CSF/FBD este mai ușor de înțeles iar depanarea on-line este intuitivă și mai ușoară față de depanarea unui program afișat în STL. Totuși, în STEP 5 programele utilizator sunt salvate și transferate către automatul programabil Simatic S5 doar în STL (AWL). CSF/FBD este doar o formă de afișare a programului utilizator ce nu conține toate instrucțiunile disponibile în STL.

### XRF, COMP, REW
XRF: Acest modul permite generarea de referințe încrucișate (XRF = Cross References, QL = Querverweisliste în Germană).
COMP: Comparare a blocurilor din proiectul offline cu cele din automatul programabil (de pe EPROM-ul conectat sau din automatul PLC conectat online, funcție de context), de exemplu.
REW: Funcție de "recablare": căutare și înlocuire a unui operand cu un alt operand în toate blocurile unui proiect STEP 5.

### EPROM / EEPROM
Transferul programului PLC din proiect în automatul programabil Simatic S5 se poate realiza și prin înscrierea directă a programului în memoria EPROM/EEPROM a PLC. Pentru aceasta modulul EPROM/EEPROM este extras din unitatea CPU a PLC (modulul este ușor accesibil) și cuplat la adaptorul special din consola de programare PG (sau adaptorul extern cuplat la un calculator de tip PC).
Este posibil transferul programului PLC din PG (sau PC) pe EPROM (sau EEPROM), din EPROM / EEPROM în PG / PC sau compararea programului din PG / PC cu cel din EPROM / EEPROM. (PG = Consolă de Programare, PC = Calculator Personal).
Modulele EPROM/EEPROM pot fi înscrise doar după ce sunt șterse, modulele EPROM cu ajutorul unei unități de ștergere UV (radiație UltraVioletă), modulele EEPROM direct cu ajutorul consolei PG (sau adaptorului conectat la PC). 

### Editor Simboluri
Un editor prin care fiecărui operand i se poate aloca un simbol și un comentariu ce pot fi vizualizate în editoarele de program. Astfel este posibilă utilizarea programării simbolice, nu doar utilizând adresele absolute ale operanzilor.

### Module software opționale
GRAPH 5: este un pachet opțional pentru proiectarea grafică și programarea secvențelor în S5. Facilitează mul utilizarea blocurilor de tip SB din automatele Simatic S5.
Module COM: Diverse module oferite de Siemens ce pot fi instalate adițional și extind funcționalitatea întregului software permițând parametrizarea și diagnoza modulelor S5 speciale, precum procesoarele de comunicație (CP) sau modulele de periferie inteligente (IP = intelligent peripherals).
Exemple de module COM: COM 266 pentru parametrizarea modulului IP266, COM 723 pentru parametrizarea modulului WF723, COM ET200 pentru modulele de periferie distribuită ET200, etc.
PG-NET: Pentru conectarea în rețea a consolelor de programare și asigurarea comunicației între console de programare sau cu imprimante din rețea (pentru rețele de tip ARCNET sau SINEC H1, de exemplu).
KOMDOC: Un utilitar de generare a documentației în format text pregătit pentru tipărirea pe imprimantele de tip text din acea perioadă.

## Structura programului PLC în STEP 5
Blocuri OB, PB, SB, FB/FX, DB/DX
În STEP 5 programul poate fi structurat în blocuri a căror execuție poate fi controlată.
- OB: blocuri de organizare (organization blocks): pentru gestiunea programului. În STEP 5 blocurile OB sunt de două tipuri. Cele de tip 1 sunt lansate în execuție de către PLC, anumite blocuri OB fiind lansate de către anumite evenimente. De exemplu, la pornirea PLC (pentru majoritatea sistemelor Simatic S5) este rulat automat OB22, dacă există, apoi este rulat ciclic OB1 (după încheierea execuției OB1 acest bloc este lansat din nou). Blocurile de tip 2 (în STEP 5) sunt dedicate execuției anumitor funcții prestabilite în sistem și pot fi apelate din programul utilizator (similar funcțiilor sistem de la automatele S7). De exemplu blocul OB150 poate fi apelat în STEP 5 pentru citirea sau scrierea orei în CPU (similar funcțiilor SFC0 SET_CLK și SFC1 READ_CLK din S7)[3]

- PB: blocuri de program (program blocks): conțin programul utilizator structurat conform cerințelor funcționale sau de proces. În cadrul migrării unui program PLC de la STEP5 la STEP 7, blocurile PB sunt convertite în blocuri FC dar în ghidul de conversie sunt atribuite blocurilor de tip FB.

- SB: blocuri secvențiale (sequence blocks): blocuri pentru programarea secvențiatoarelor. În cazul utilizării modulului (extensiei software) GRAPH 5, întreg secvențiatorul poate fi scris într-un singur bloc SB. Altfel, fiecare pas trebuie programat într-un bloc SB separat, secvențiatorul fiind apoi programat într-un bloc FB de control al secvenței ce apelează blocurile SB ce conțin fiecare pas în parte.

- FB: blocuri de funcții (function blocks): similare blocurilor FC de la automatele S7. Sunt dedicate programării funcțiilor de complexitate ridicată sau funcțiilor ce intervin des în program. Permit alocarea de parametri de apelare astfel încât să poată fi parametrizate diferit în momentul apelării.

- FX: blocuri de funcții extinse (extended function blocks): Similar funcțiilor FB. Nu sunt un nou tip de bloc, sunt tot blocuri de tip FB dar, pentru anumite unități CPU, permit utilizarea resurselor suplimentare de memorie respectiv de zonă de adrese ale acestora.

- DB: blocuri de date. Nu conțin cod și pot fi considerate o extensie a memoriei de lucru (zona de memorie de lucru a PLC, notată F la STEP 5 și similară zonei M de la STEP 7). În cazul în care memoria PLC (F0.0 la F255.7 de exemplu) era insuficientă, programatorul putea insera blocuri DB în zona de memorie de lucru, datele din acestea putând fi utilizate similar memoriilor intermediare (F) ale PLC. Cu timpul utilizarea blocurilor DB la automatele Siemens este din ce în ce mai des întâlnită nu atât pentru extinderea zonei de memorie ci mai mult pentru posibilitățile de structurare și ordonare mai eficientă a datelor în PLC.

- DX: blocuri de date (extinse): similar blocurilor DB. Nu sunt un nou tip de bloc, sunt tot blocuri de tip DB dar, pentru anumite unități CPU, permit utilizarea resurselor suplimentare de memorie respectiv de zonă de adrese ale acestora.

## Istoric STEP 5
| Versiune  | Lansată în | Descriere                                                                           |
| --------- | ---------- | ----------------------------------------------------------------------------------- |
| v1.0      | 1979       | sistem de operare CP/M, hardware: PG630                                             |
| v1.1      |            | hardware: PG702                                                                     |
| v1.4      |            | hardware: PG605U, PG615                                                             |
| v2.0      |            | sistem de operare CP/M-86, hardware: PG675                                          |
| v2.2      |            | sistem de operare CP/M-86, hardware: PG675                                          |
| v3.0      |            | sistem de operare CP/M-86, hardware: PG685                                          |
| v3.2      |            | sistem de operare CP/M-86, hardware: PG685..PG750/770                               |
| v6.3      | 1992       | sistem de operare MS-DOS, hardware: PG750                                           |
| v6.5      | 1996       | sistem de operare MS-DOS, hardware: PG720/740 sau PC cu interfață TTY               |
| v7.0      | 1997       | sistem de operare Windows 95 (MS-DOS în DOS-Box)                                    |
| v7.23 HF1 | 2004       | sistem de operare Windows XP SP3 (MS-DOS în DOS-Box)                                |
| v7.23 HF2 | 2016       | sistem de operare Windows 7 (doar pentru consolele Field PG M5 cu opțiunea STEP 5)  |
| v7.23 HF2 | 2019       | sistem de operare Windows 10 (doar pentru consolele Field PG M6 cu opțiunea STEP 5) |